# Oflag VII B
Das Oflag VII B war ein Kriegsgefangenenlager für Offiziere (Offizierslager) in Eichstätt. Es bestand während des Zweiten Weltkrieges zwischen 1939 und 1945 und befand sich auf dem Gelände der Heereskaserne; heute befindet sich dort eine Unterkunft der Bayerischen Bereitschaftspolizei.

## Geschichte
1939 wurden nach dem Überfall auf Polen polnische Offiziere im Gefangenenlager Eichstätt interniert. Bereits ein Jahr später wurden sie in ein anderes Lager verlegt. Ihren Platz nahmen französische, belgische und britische Offiziere ein, die während des Westfeldzugs von 1940 gefangen genommen worden waren. 1941 wurden auch neuseeländische und australische Offiziere, die in Griechenland und auf Kreta gefangen genommen worden waren, nach Eichstätt verlegt. 1942 kamen südafrikanische und britische Offiziere aus dem Afrikafeldzug im Lager an. 1943 wurden auch US-amerikanische Offiziere, die in Tunesien in Gefangenschaft gerieten, nach Eichstätt überstellt.
Im April 1945 wurde das Lager aufgelöst und die Verlegung der Kriegsgefangen nach Moosburg angeordnet. Um Tieffliegerangriffen zu entgehen, setzte der Lagerkommandant den Abmarsch um 4:00 Uhr an. Diese Anordnung wurde jedoch von den Kriegsgefangenen nicht befolgt, da sie von den anrückenden Amerikanern befreit werden wollten. Deshalb setzte sich der Marsch erst gegen 10:00 Uhr in Bewegung. Kurz nach Verlassen des Lagers wurde die Kolonne von amerikanischen Tieffliegern unter Beschuss genommen. Bei diesem Angriff starben 14 Briten. Zahlreiche andere Gefangene wurden verwundet. Der Marsch wurde daraufhin abgebrochen und die Gefangenen blieben bis zur Befreiung durch die US-Armee im Lager. An der Straße von Eichstätt nach Landershofen erinnert eine Gedenktafel an dieses tragische Ereignis. 